# Hana Yori Dango Returns
Hana Yori Dango Returns (花より男子 ~リターンズ~?) es un drama japonés, transmitido por TBS en 2007. Es la continuación de Hana Yori Dango de 2005, basado en el manga shōjo del mismo nombre, escrito por Yoko Kamio. Luego que finalizara el drama, es seguido por la película Hana Yori Dango Final en 2008.

## Argumento
Después de confesarse a Tsukasa y que este parta hacia Estados Unidos, Tsukushi no supo más nada sobre él. Los F4 deciden ayudarla, enviándola a Nueva York a visitarlo. Sin embargo cuando se encuentran, ella nota que Tsukasa cambió y no quiere estar a su lado. Una vez en Tokio, la madre de Tsukasa anuncia a todos el compromiso de su hijo con una chica llamada Okawahara Shigeru, Tsukushi no tendrá otra opción que dejarlo ir, a pesar de que sienta mucho dolor. Por otro lado, Rui comienza a interesarse por Tsukushi y no tarda en enamorarse. ¿Qué hará ahora Tsukushi?.
Rui <--> Makino <--> Domyoji <-- Shigeru (su prometida)

## Reparto

### Reparto principal
- Mao Inoue como Makino Tsukushi.
- Jun Matsumoto como Domyoji Tsukasa.
- Shun Oguri como Hanazawa Rui.
- Shota Matsuda como Nishikado Sojiro.
- Tsuyoshi Abe como Mimasaka Akira.

### Reparto extendido
- Aki Nishihara como Yuuki Matsuoka.
- Natsuki Katō como Okawahara Shigeru.
- Mayumi Sada como Shizuka Todo.
- Saki Seto como Asai Yuriko.
- Aki Fukada como Ayuhara Erika.
- Emiko Matsuoka como Yamano Minako.
- Megumi Sato como Sakurako Sanjo.
- Nanako Matsushima como Tsubaki Domyoji.
- Mariko Kaga como Kaede Domyoji.
- David Ito como Nishida.
- Takako Kato como Sachiyo Sengoku (Okami-San).
- Susumu Kobayashi como Haruo Makino.
- Mako Ishino como Chieko Makino
- Satoshi Tomiura como Susumu Makino.

### Invitados
- Toma Ikuta como Oribe Junpei (Episodio 1).
- Takahiko Yanagisawa como el hermano mayor de Junpei (Episodio 1).
- Daiki Nakae como Oribe Shingo (Episodio 1).
- Tomohiro Kaku como Sawatari Shingo, estudiante matón (Episodio 1).
- Yurie Fujisaki como Maeda Miki (Episodio 1).
- Kazuki Hagiwara (Episodio 1).
- Aya Ōmasa como estudiante de la clase 3-C.
- Michi Saito como estudiante de la clase 3-C.
- Tsurumi Shingo como Uchida Ken (Empleado del Grupo Domyoji, Episodio 1-10).
- Mai Suigetsu como la esposa de Uchida Ken (Episodio 1-6).
- Honoka Hashida como el hijo de Uchida Ken (Episodio 1-6).
- Midori Miyazaki como la hija de Uchida Ken (Episodio 1-6).
- Satoshi Asaoka (Episodio 1,2).
- Tomomi Nishimura como la madre de Akira (Episodio 3).
- Imari Kitayama como la hermana de Akira (Episodio 3).
- Himawari Kitayama como la hermana de Akira (Episodio 3).
- Shihori Kanjiya como Hinata Sara (Episodio 3-7).
- Katsuhiko Sasaki como el padre de Shigeru (Episodio 3,8).
- Yumi Mitani como la madre de Shigeru (Episodio 3,8).
- Nako Misuzawa como Miyuki (Episodio 5).
- Sumie Sasaki como Tama (Episodio 6,9).
- Shinpei Asanuma como el director de Hidenori Gakuen (Episodio 6).
- Isao Yatsu (Episodio 6).
- Yoko Yasuda (Episodio 6).
- Yukino Saito como una amiga del F4 (Episodio 6).
- Konomi Morita como una amiga del F4 (Episodio 6,7).
- Kei Tanaka como el prometido de Hinata Sara (Episodio 7).
- Akira Yakura como el esposo de Tama (Episodio 8).
- Natsuko Tanaka como Tama de joven (Episodio 8).
- Hajime Okayama como el padre de Yuuki (Episodio 9).
- Rie Hiki como la madre de Yuuki (Episodio 9).
- Kei Yamamoto (Episodio 10).
- Erika Toda como Nakashima Umi (Episodio 10,11).
- Kouji Higashino como miembro del equipo de rescate (Episodio 11).
- Toru Komoriya como el reportero (Episodio 11).
- Tamaki Matsumoto

## Emisión internacional
En Filipinas, el drama se emitió bajo el título Hana Yori Dango 2 en GMA Network.